# Feketecsőrű sarlósfahágó
A feketecsőrű fahágó (Campylorhamphus falcularius) a madarak osztályának verébalakúak (Passeriformes) rendjébe, valamint a fazekasmadár-félék (Furnariidae) családjába tartozó faj.

## Rendszerezése
A fajt Louis Pierre Vieillot francia ornitológus írta le 1822-ben, a Dendrocopus nembe  Dendrocopus Falcularius néven, innen helyezték jelenlegi nemébe.

## Előfordulása
Dél-Amerika keleti részén, Argentína, Brazília és Paraguay területén honos. Természetes élőhelyei a szubtrópusi és trópusi lombhullató erdők, síkvidéki és hegyi esőerdők, valamint szavannák.

## Megjelenése
Átlagos testhossza 28 centiméter, testtömege 37-42 gramm.

## Természetvédelmi helyzete
Az elterjedési területe nagy, egyedszáma viszont csökken, de még nem éri el a kritikus szintet. A Természetvédelmi Világszövetség Vörös listáján nem fenyegetett fajként szerepel.